# 超級模王大道 (第一屆)
第一屆《超級模王大道》，是台灣電視模仿選秀節目《超級模王大道》的第一屆賽事。以一百位甄選的初賽參賽者發端，主要評審含邰智源、黃嘉千、康康、劉真
等藝人。中視於2012年2月26日首播。

## 評分方式

### 燈號制
- 三個淘汰

### 分數制
- 滿分30分。
- 未滿18分（或15分）者淘汰。
- 進入10強後，未滿20分者淘汰。

## 賽程紀錄

### 百人初選

#### 完整賽程
| 集數 | 首播日期   | 收視率 | 比賽主題                               | 被淘汰者／備註                                                                                       |
| --- | ---------- | ------ | -------------------------------------- | --- |
| 01 | 2012/02/26 | 1.42   | 最像模仿50強淘汰賽（上）               | 林釗宇等50位（組）                                                                                   |
| - 本集評審：陳漢典、邰智源、賈靜雯、康康、黃嘉千 - 第一屆的百人初選，由賽前舉行的甄選會選出100位（組）參賽者，共分上下兩集播出。 - 比賽標準：參賽者自選擅長模仿對象，分數未達15分者，將無法晉級。 - 比賽結果：100位（組）參賽者參賽，50位（組）選手確定晉級下階，50位（組）選手遭到淘汰。 |            |        |                                        | |
| 02 | 2012/03/04 | 1.64   | 最像模仿50強淘汰賽（下）               | 13位（組）選手                                                                                       |
| - 本集評審：陳漢典、邰智源、賈靜雯、康康、黃嘉千 - 第一屆的百人初選，由賽前舉行的甄選會選出100位（組）參賽者，共分上下兩集播出。 - 比賽標準：參賽者自選擅長模仿對象，分數未達15分者，將無法晉級。 - 比賽結果：49位（組）參賽者參賽，36位（組）選手確定晉級下階，13位（組）選手遭到淘汰。 - 分數達25分以上參賽者：林俊逸（27分），李彥廷（27分），愷弟（27分），大飛（27分），徐淳耕（25分），Super Girl（25分），吳長愷（25分） |            |        |                                        | |
| 03 | 2012/03/11 | 1.63   | 史無前例 不可能的搭檔模仿賽            | 吳鈞浩+ORZ（4人），吳文勛+蜜兒                                                                       |
| - 本集評審：梁赫群、郭子乾、邰智源、康康、黃嘉千 - 比賽標準：參賽者分成2人一組或多人一組（3人或3人以上），依照個人不同的特性所設計的模仿表演，表演時評審將同時給分，表演結束前未達15分者，即為失敗。 - 比賽結果：15組參賽者參賽，13組選手確定晉級下階，2組選手（共7人）遭到淘汰。 - 分數達25分以上參賽者：林俊逸+吳長愷（26分） |            |        |                                        | |
| 04 | 2012/03/18 | 1.55   | 最殘酷考驗 模王PK對決賽                | Naomi，賴思霓，黃上，陳信甫，賴炫豪，吳若媚，翔鋐，鄒守宏(拉麵) （页面存档备份，存于）               |
| - 本集評審：陳建寧、邰智源、劉真、康康、黃嘉千 - 比賽標準：比賽將由主持人抽出第一位選手，由該選手抽出PK對手，分數高者晉級，低者落入失敗區，若遇同分，將進行加分題表演，演出完畢後，由評審挑選出可晉級選手。表演結束後分數未達15分者，即進入失敗區。 - 比賽結果：31位（組）參賽者參賽，23位（組）選手確定晉級下階，8位選手遭到淘汰。 - 分數達25分以上參賽者：林俊逸（29分），Echo（29分），吳長愷（28分），李彥廷（28分），愷弟（27分），Kinght（27分），張立東（26分），王志偉（26分） - 評審從失敗區救回的參賽者：馮秉軒、王志偉、徐淳耕、Super Girls、黃豪平 |            |        |                                        | |
| 05 | 2012/03/25 | 1.65   | 藝人合作賽（上）                       | －                                                                                                   |
| - 本集評審：梁赫群、郭子乾、黃嘉千、康康、劉真 - 比賽標準：參賽者與藝人搭檔合作一段模仿表演，分數未達18分者，即進入失敗區。 - 比賽結果：10位（組）參賽者參賽，5位（組）選手確定晉級下階，5位（組）選手進入失敗區。 - 本次參與合作比賽的藝人（記者）有：舞蹈老師小麥、盛竹如、茵茵、吳怡霈、阿咪老師、吳文勛、郭惠妮、寶咖咖、Sin、小志、張心傑 - 本次晉級參賽者：張立東（24分），林俊逸（22分），愷弟（21分），馮秉軒（19分），LuLu（18分） |            |        |                                        | |
| 06 | 2012/04/01 | 1.46   | 藝人合作賽（下）                       | 王志偉，Mars卡卡，逸祥，劉德章，曾菲                                                                 |
| - 本集評審：梁赫群、郭子乾、黃嘉千、康康、劉真 - 比賽標準：參賽者與藝人搭檔合作一段模仿表演，分數未達18分者，即進入失敗區。 - 比賽結果：共有21位（組）參賽者參賽，16位（組）選手確定晉級下階，5位（組）選手遭到淘汰。 - 本次參與合作比賽的藝人有：魏蔓、林龍、夏宇童、空姐時代、袁惟仁、舞蹈老師BOSS、林智賢、秀琴、舞蹈老師阿May、詹惟中、大根+蕃薯 - 本次晉級參賽者：Echo（25分），吳志慶(大飛)（23分），Knight（23分），吳長愷（22分），李彥廷（20分），劉國劭（20分），徐淳耕（20分），黃豪平（19分），楊昇達（18分） - 評審從失敗區救回的參賽者：彩虹時代，Super Girls |            |        |                                        | |
| 07 | 2012/04/08 | 1.76   | 我最愛的電視節目合作賽                 | －                                                                                                   |
| - 本集評審：溫昇豪、柯佳嬿、邰智源、康康、黃嘉千 - 比賽標準：16強分成7組進行合作，挑選歷年電視節目做為演出，本週採不淘汰制，另外，評審會選出一位（組）本集表現最優異的參賽者為MVP，被選中的參賽者將可獲得價值新台幣5萬元的等值獎品。 - 比賽結果：16位（組）參賽者參賽，16位（組）選手確定晉級下階。 - MVP：林俊逸+Echo - 本次晉級參賽者：1.吳長愷+李彥廷+彩虹時代（19分），2.徐淳耕+張立東（22分），3.愷弟+黃豪平（25分），4.劉國劭+楊昇達+LuLu（24分），5.大飛+Knight（19分），6.林俊逸+Echo（30分），7.Super Girls+馮秉軒（21分） |            |        |                                        | |
| 08 | 2012/04/15 | 1.74   | 踢館軍團來襲 模王生死PK賽Round 1（上） | －                                                                                                   |
| - 本集評審：張勝豐、左安安、邰智源、康康、黃嘉千 - 比賽標準：本周將由踢館者選擇指定PK，或是抽籤決定PK對象，評審將於踢館者及參賽者，表演完畢後進行給分，PK敗戰者將落入失敗區，最後將由評審從中選出3組，進行淘汰。 - 比賽結果：16組PK隊伍中，已有8組上場，6組順利PK過關，兩組慘遭踢館者KO落入失敗區。 - 本次參與PK比賽的隊伍有：STYLE、欉震天、梁一貞、江冠宏、小奈、張家瑋、梁鈺杰、周洋 - 本次晉級參賽者：Super Girls（22分），楊昇達（27分），Knight（24分），吳長愷（19分），張立東（27分），LuLu（25分），彩虹時代（23分），林俊逸（30分） |            |        |                                        | |
| 09 | 2012/04/22 | 2.23   | 踢館軍團來襲 模王生死PK賽Round 1（下） | 劉國劭、徐淳耕                                                                                       |
| - 本集評審：張勝豐、左安安、邰智源、康康、黃嘉千 - 比賽標準：本周將由踢館者選擇指定PK，或是抽籤決定PK對象，評審將於踢館者及參賽者，表演完畢後進行給分，PK敗戰者將落入失敗區，最後將由評審從中選出淘汰選手。 - 比賽結果：共有10組過關，6組PK失敗，評審將在這6組當中，選出淘汰選手，2位（組）選手遭到淘汰。 - 本次參與PK比賽的隊伍有：無尊、張靜沄、林大晉、劉大維、大鶴、張馥桂、大根+蕃薯、賴建禎 - 本次晉級參賽者：黃豪平（22分），吳志慶(大飛)（24分），Echo（29分），李彥廷（25分），馮秉軒（25分），愷弟（27分） |            |        |                                        | |
| 10 | 2012/04/29 | 2.26   | 踢館軍團來襲 模王生死PK賽Round 2（上） | －                                                                                                   |
| - 本集評審：丁國琳、劉真、邰智源、康康、黃嘉千 - 比賽標準：本周將由踢館者選擇指定PK，或是抽籤決定PK對象，評審將於踢館者及參賽者，表演完畢後進行給分，PK敗戰者將落入失敗區，最後將由評審從中選出淘汰選手。 - 比賽結果：14組PK隊伍中，已有7組上場，6組順利PK過關，1組慘遭踢館者KO落入失敗區。 - 本次參與PK比賽的隊伍有：無尊、STYLE、蕭志瑋、錢俞安、林大晉、劉大維、簡語卉 - 本次晉級參賽者：黃豪平（25分），Super Girls（25分），李彥廷（24分），馮秉軒（25分），Echo（24分），吳志慶(大飛)（25分） - 評審從失敗區救回的參賽者：張立東（25分） |            |        |                                        | |
| 11 | 2012/05/06 | 2.45   | 踢館軍團來襲 模王生死PK賽Round 2（下） | LuLu、彩虹時代、李彥廷(退賽)                                                                         |
| - 本集評審：丁國琳、劉真、邰智源、康康、黃嘉千 - 比賽標準：本周將由踢館者選擇指定PK，或是抽籤決定PK對象，評審將於踢館者及參賽者，表演完畢後進行給分，PK敗戰者將落入失敗區，最後將由評審從中選出淘汰選手。 - 比賽結果：14組PK隊伍中，11組順利PK過關，3組慘遭踢館者KO落入失敗區，評審將在這3組當中，選出淘汰選手，2位（組）選手遭到淘汰，1位（組）選手退赛。 - 本次參與PK比賽的隊伍有：嘻小瓜、小奈、陳冠瑋、JIN5同萌、劉信明、蕭博妃、林煒竣 - 本次晉級參賽者：吳長愷（24分），楊昇達（26分），Knight（25分），愷弟（26分），林俊逸（26分） |            |        |                                        | |
| 12 | 2012/05/13 | 2.29   | 母親節特別企劃 模王溫馨巨獻            | －                                                                                                   |
| - 本集評審：黃思婷+翁立友、劉真、邰智源、康康、黃嘉千 - 比賽標準：11強以「母親節特別節目」為題演出，本週採不淘汰制，另外，評審會選出本集表現最優異的參賽者為MVP，被選中的參賽者將可獲得價值新台幣1萬元的「犇極鍋物」母親節套餐。 - 比賽結果：11位（組）參賽者參賽，11位（組）選手確定晉級下階。 - MVP：林俊逸、Echo - 本次晉級參賽者：Super Girls（24分），楊昇達（29分），吳長愷（25分），Echo（30分），吳志慶(大飛)（28分），黃豪平（27分），張立東（29分），Knight（26分），愷弟（27分），馮秉軒（25分），林俊逸（30分） |            |        |                                        | |
| 13 | 2012/05/20 | 2.84   | 宿命決鬥 模王聯盟踢館賽                | Knight（11名）                                                                                       |
| - 本集評審：黃舒駿、劉真、邰智源、康康、黃嘉千 - 比賽標準：本周將由踢館者兩兩一組選擇指定PK，或是抽籤決定PK對象，參賽者亦兩個或三個一組參加PK，評審將於踢館者及參賽者表演完畢後進行給分，PK敗戰者將落入失敗區，最後將由評審從中選出淘汰選手。 - 比賽結果：11位（組）參賽者參賽，10位（組）選手確定晉級下階，1位（組）選手遭到淘汰。 - 本次參與PK比賽的隊伍有：嘻小瓜+STYLE，無尊+蕭志瑋，張靜沄+陳冠瑋，林煒竣+MAUZIA，簡語卉+梅東生 - 本次晉級參賽者：馮秉軒+黃豪平+吳志慶(大飛)（24分），愷弟+Echo（24分），林俊逸+吳長愷（27分，平手） - 失敗區：Knight+Super Girls（22分），張立東+楊昇達（24分） - 評審從失敗區救回的參賽者：張立東、楊昇達、Super Girls |            |        |                                        | |
| 14 | 2012/05/27 | 2.83   | 地表最強！！藝人模王總動員             | －                                                                                                   |
| - 本集評審：翁立友、劉真、邰智源、康康、黃嘉千 - 比賽標準：由30位美女評審團1人一分，加總5位評審，總計60分的評分，分數最高者，將可獲得精品手錶一支 - 比賽結果：10位（組）參賽者參賽，10位（組）選手確定晉級下階。 - 本次參與合作比賽的藝人有：八三夭、彤彤、翁立友、男子漢、黃嘉千、張秀卿、賴琳恩、劉真、Febe、楊培安 - 本次競賽分數： - 八三夭+Echo（48分） - 彤彤+Super Girls（53分） - 翁立友+吳志慶(大飛)（44分） - 男子漢+黃豪平（42分） - 黃嘉千+馮秉軒（47分） - 張秀卿+吳長愷（41分） - 賴琳恩+愷弟（50分） - 劉真+楊昇達（58分） - Febe+張立東（39分） - 楊培安+林俊逸（60分） - MVP：林俊逸 |            |        |                                        | |
| 15 | 2012/06/03 | 3.30   | 跨領域各界達人合作賽                   | －                                                                                                   |
| - 本集評審：藍波（舞蹈老師）、郎祖筠、邰智源、康康、黃嘉千 - 比賽標準：模王選手搭配一組，達人合作表演，分數未達20者落入失敗區，分數最高者可獲得，精品手錶一支，最後由評審選出淘汰選手。 - 比賽結果：10位（組）參賽者參賽，10位（組）選手確定晉級下階，0位（組）選手遭到淘汰。 - 本次參與合作比賽的達人有：孫于婷、林韋良、蘇蘊慧、張正龍、葉昇峻、陳冫茜、台北愛爾蘭踢踏舞團、尹良豪、人間兵器打擊樂團、無雙樂團 - 本次競賽分數： - 孫于婷+Super Girls（23分） - 林韋良+黃豪平（28分） - 蘇蘊慧+愷弟（23分） - 張正龍+Echo（29分） - 葉昇峻+張立東（26分） - 陳冫茜+吳志慶(大飛)（29分） - 台北愛爾蘭踢踏舞團+馮秉軒(餅乾)（30分） - 尹良豪+吳長愷（27分） - 人間兵器打擊樂團+楊昇達（28分） - 無雙樂團+林俊逸（30分） - MVP：林俊逸、馮秉軒 |            |        |                                        | |
| 16 | 2012/06/10 | 3.67   | 破天荒！！不可思議模王合作賽           | －                                                                                                   |
| - 本集評審：藍波（舞蹈老師）、梁赫群、邰智源、康康、黃嘉千 - 比賽標準：模王與合作對象表演後進行評分，分數未達20者，將到街頭演出並獲得100個讚，未達要求者將予以淘汰。 - 比賽結果：10位（組）參賽者參賽，10位（組）選手確定晉級下階，0位（組）選手遭到淘汰。 - 本次參與合作比賽的達人有：嘻小瓜、STYLE、梅東生、游松澤、林煒竣、錢俞安、蕭博妃、大根+蕃薯、簡語卉、林志炫 - 本次競賽分數： - STYLE+Super Girls（21分） - 梅東生+吳長愷（25分） - 游松澤+楊昇達（22分） - 林煒竣+Echo（26分） - 錢俞安+吳志慶(大飛)（21分） - 蕭博妃+愷弟（25分） - 大根、蕃薯+張立東（25分） - 嘻小瓜+馮秉軒（19分） - 簡語卉+黃豪平（20分） - 林志炫+林俊逸（30分） - 失敗區：馮秉軒（救回） |            |        |                                        | |
| 17 | 2012/06/17 | 3.56   | 空前絕後！！模王超強聯盟組合           | －                                                                                                   |
| - 本集評審：劉真、郭子乾、邰智源、康康、黃嘉千 - 比賽標準：模王選手搭配不同類型，模仿者進行表演，未達20分者落入失敗區，分數最高者，將獲得精美手錶一支。 - 比賽結果：10位（組）參賽者參賽，10位（組）選手確定晉級下階，0位（組）選手遭到淘汰。 - 本次參與合作比賽的藝人有：瑪格麗特、阿忠布袋戲、吳怡霈、陳冠瑋、歐漢聲、無尊、潘若迪、林大晉、宋米秦、方宥心 - 本次競賽分數： - 瑪格麗特+Super Girls（23分） - 阿忠布袋戲+Echo（23分） - 吳怡霈+吳志慶(大飛)（23分） - 陳冠瑋+黃豪平（23分） - 歐漢聲+愷弟（30分） - 無尊+張立東（28分） - 潘若迪+楊昇達（23分） - 林大晉+吳長愷（23分） - 宋米秦+馮秉軒（20分） - 方宥心+林俊逸（28分） - MVP：愷弟 |            |        |                                        | |
| 18 | 2012/06/24 | 3.05   | 聯手出擊！！模王達人終極合作賽         | －                                                                                                   |
| - 本集評審：劉真、陳怡蓉、邰智源、康康、黃嘉千 - 比賽標準：本周將由各界頂尖達人，與模王進行合作，未達20分者落入失敗區，最終將由評審判定，淘汰與否。 - 比賽結果：10位（組）參賽者參賽，10位（組）選手確定晉級下階，0位（組）選手遭到淘汰。 - 本次參與合作比賽的達人有：缺席舞團、歡歡、酷獸軍團、班馬先生、Street Party、許博勝、蔡家元、楊元慶、TS電幻雷射、Focal Plus - 本次競賽分數： - 缺席舞團+Super Girls（24分） - 歡歡+黃豪平（21分） - 酷獸軍團+大愷（27分） - 班馬先生+楊昇達（20分） - Street Party+愷弟（30分） - 許博勝+張立東（24分） - 蔡家元+吳志慶(大飛)（27分） - 楊元慶+馮秉軒（22分） - TS電幻雷射+Echo（26分） - Focal Plus+林俊逸（30分） |            |        |                                        | |
| 19 | 2012/07/01 | 3.03   | 模王一對一殘酷PK賽                     | 第十名：馮秉軒(餅乾)                                                                                 |
| - 本集評審：劉真、黃舒駿、邰智源、康康、黃嘉千 - 比賽標準：本周將由各界頂尖達人，與模王進行合作及以抽牌先後的方式進行一對一PK賽，分數較低者落入失敗區，最終將由評審判定，淘汰一位選手。 - 比賽結果：10位（組）參賽者參賽，9位（組）選手確定晉級下階，1位（組）選手遭到淘汰。 - 本次參與合作比賽的達人有：P PLAY打擊樂團、台灣馬戲特技達人：趙偉辰、中視主播：李佳玲、花式跳繩冠軍：劉文雄、台北市士林區士林高商儀隊、Punch打擊樂團、長笛演奏家：華佩、配音達人：陳思安、操偶達人：葉石廷 - 特別來賓：超級星光大道徐佳瑩／演唱歌曲：你敢不敢 - 本次競賽分數： - 愷弟+蕭博妃25分（勝）PK Super Girls+P PLAY打擊樂團20分 - 楊昇達+台灣馬戲特技達人：趙偉辰（轉鐵框）25分（勝）PK 黃豪平+中視主播李佳玲20分 - 吳志慶(大飛)+台北市士林區士林高商儀隊25分（勝）PK 馮秉軒(餅乾)+花式跳繩冠軍：劉文雄19分 - 張立東+ Punch打擊樂團25分（勝）PK Echo+長笛演奏家：華佩23分 - 林俊逸+配音達人：陳思安29分（勝）PK 吳長愷+操偶達人：葉石廷27分 - 比賽結果：10位參賽者中，有5位PK失敗，1人遭到淘汰，共9位參賽者晉級。 - 因本集淘汰馮秉軒(餅乾)，所以分數不列入計算 |            |        |                                        | |
| 20 | 2012/07/08 | 3.20   | 超越極限！！評審指定挑戰賽             | 第九名：Super Girls                                                                                  |
| - 本集評審：黃舒駿、劉真、邰智源、康康、黃嘉千 - 比賽標準：評審指定模王選手及挑戰項目，表演完畢後進行給分，分數低於23分者落入失敗區，本周將淘汰一組選手。 - 比賽結果：9位（組）參賽者參賽，8位（組）選手確定晉級下階，1組選手遭到淘汰。 - 本次參與合作比賽的達人有：DJ達人：小光、魔術團團長：Yumi、特技團團長：盧元章、電音三太子、王彩樺、鋼管舞老師：Bora、周定緯、相聲甜心：姬天語、職業國標舞者：林雅玲 - 本次競賽分數： - DJ:小光+Super Girls（23分） - 魔術團團長:Yumi+吳志慶(大飛)（24分） - 特技團團長:盧元章+吳長愷（26分） - 電音三太子+Echo（25分） - 王彩樺+張立東（22分） - 鋼管舞老師:Bora+楊昇達（29分） - 周定緯+愷弟（26分） - 相聲甜心:姬天語+黃豪平（26分） - 職業國標舞者:林雅玲+林俊逸（30分） - 比賽結果：9位參賽者中，有2位PK失敗，1人遭到淘汰，共8位參賽者晉級。 - 因本集淘汰Super Girls，所以分數不列入計算 |            |        |                                        | |
| 21 | 2012/07/15 | 3.63   | 朝夢想前進！！模王冠軍積分賽Round 1    | －                                                                                                   |
| - 本集評審：王識賢、劉真、邰智源、康康、黃嘉千 - 比賽標準：模王冠軍積分賽，此次分數佔總成績百分之十，四回積分賽，將決定模王七、八名，最後六強進入最終決賽。 - 本次參與合作比賽的達人有：P-PLAY：創意打擊樂團、新生代搞笑團體：放蕩兄弟、美式性感舞達人：Dora、北原山貓：吳延宏、魔幻泡泡藝術家：ZERO、街舞天團：小黑角、迷幻水晶球：小雷、金曲歌王：蕭煌奇 - 本次競賽分數： - P-PLAY：創意打擊樂團+黃豪平（20分） - 新生代搞笑團體:放蕩兄弟+吳志慶(大飛)（25分） - 美式性感舞達人:Dora+楊昇達（25分） - 北原山貓:吳延宏+吳長愷（27分） - 魔幻泡泡藝術家:ZERO+張立東（22分） - 街舞天團:小黑角+愷弟（26分） - 迷幻水晶球:小雷+Echo（27分） - 金曲歌王:蕭煌奇+林俊逸（30分） |            |        |                                        | |
| 22 | 2012/07/22 | 4.15   | 誰與爭鋒！！冠軍積分賽Round 2          | －                                                                                                   |
| - 本集評審：劉真、王月、邰智源、康康、黃嘉千 - 比賽標準：冠軍積分賽第二回合，本回分數佔總成績百分之十 - 本次參與合作比賽的達人有：軟骨達人：賈聖星、健身教練：Andy、氣球達人：李聖堂、街頭魔術師：阿飛、兒童界天后：蝴蝶姐姐、影皮戲達人、馬戲特技達人、秀場主持天王：賀一航 - 本次競賽分數： - 軟骨達人：賈聖星+張立東（17分） - 健身教練:Andy+黃豪平（25分） - 氣球達人:李聖堂+楊昇達（24分） - 街頭魔術師:阿飛+吳長愷(大愷)（27分） - 兒童界天后:蝴蝶姐姐+愷弟（27分） - 影皮戲達人+Echo（30分） - 馬戲特技達人+吳志慶(大飛)（26分） - 秀場主持天王:賀一航+林俊逸（30分） |            |        |                                        | |
| 23 | 2012/07/29 | 3.63   | 卯足全力！！冠軍積分賽Round 3          | －                                                                                                   |
| - 本集評審：羅時豐、劉真、邰智源、康康、黃嘉千 - 比賽標準：冠軍積分賽第三回合，本回分數佔總成績百分之十五，四回積分賽，將決定模王七、八名，最後六強進入最終決賽 - 本次參與合作比賽的達人有：佛朗明哥老師：李珮鈴、川劇變臉大師：神奇傑克、微笑新女聲：袁詠琳、森巴舞蹈：極致舞團、台南大學民俗隊：夜光龍、啦啦隊：Monster、愷弟、南方二重唱、李建復 - 本次競賽分數： - 佛朗明哥老師：李珮鈴+楊昇達（19分） - 川劇變臉大師:神奇傑克+吳長愷(大愷)（27分） - 微笑新女聲:袁詠琳+Echo（28分） - 森巴舞蹈:極致舞團+黃豪平（19分） - 台南大學民俗隊:夜光龍+張立東（23分） - 啦啦隊:Monster+吳志慶(大飛)（27分） - 愷弟（28分） - 南方二重唱、李建復+林俊逸（29分） |            |        |                                        | |
| 24 | 2012/08/05 | 3.25   | 背水一戰！！模王七、八名決定賽         | 第八名：張立東、第七名：黃豪平                                                                       |
| - 本集評審：劉真、辛龍、邰智源、康康、黃嘉千 - 比賽標準：冠軍積分賽最終回，本回合占總成績百分之十五，本週依積分決定模王第七名及第八名，僅最後六強得以進入決賽 - 比賽結果：張立東得第八名、黃豪平得第七名。 - 本次參與合作比賽的達人有：巴西戰舞、大愷、林逸欣、韋禮安、健美國手：阿美、Shaoting-Free、花式籃球：MBA、晶晶合唱團 - 本次競賽分數： - 巴西戰舞+吳志慶(大飛)（22分） - 吳長愷(大愷)（26分） - 林逸欣+黃豪平（20分） - 韋禮安+Echo（29分） - 健美國手:阿美+楊昇達（27分） - Shaoting-Free+愷弟（30分） - 花式籃球:MBA+張立東（18分） - 晶晶合唱團+林俊逸（28分） |            |        |                                        | |
| 25 | 2012/08/12 | 4.92   | 總冠軍賽                               | 冠軍：林俊逸、亞軍：Echo 季軍：愷弟尉庭愷、第四名：吳長愷(大愷) 第五名：楊昇達、第六名：吳志慶(大飛) |
| - 本集評審：辛龍、邰智源、王偉忠、康康、劉真 - 比賽標準：冠軍積分賽第一、二週的分數x10%，第三、四週的分數x15%，本週的分數x50%，分數最高者即為冠軍 - 本次參與合作比賽的達人有：鋼管舞老師:Bora+Danie、大苗力特技團老師:盧元章、台灣青年管樂團、大根、吳品萱、阿飛、DJ小崇 - 本次競賽分數： - 鋼管舞老師:Bora+Danie+大苗力特技團老師:盧元章+楊昇達（25分） - 台灣青年管樂團+大根+吳志慶(大飛)（22分） - 吳品萱+阿飛+吳長愷(大愷)（26分） - 愷弟（28分） - DJ小崇+Echo（28分） - 林俊逸（30分） - 季軍獎品:HTC手機一台+名錶一只 - 亞軍獎品:HTC手機一台+125機車一台 - 冠軍獎品:HTC手機一台+30萬元（新台幣）現金支票+獎盃一座 |            |        |                                        | |
| 26 | 2012/08/19 | 3.74   | 特別企劃！！超級模王大賞               | －                                                                                                   |
| - 最佳分身獎 - 頒獎嘉賓：潘瑋柏 - 得獎的人：大飛(吳志慶) - 不可思議模仿獎 - 頒獎嘉賓：邰智源 - 得獎的人：ECHO(李昶俊) - 最佳合作拍檔獎 - 頒獎嘉賓：韓庚 - 得獎的人：愷弟&歐漢聲 - 最搏命演出獎 - 頒獎嘉賓：劉真 - 得獎的人：大愷(吳長愷) - 入戲最深獎 - 頒獎嘉賓：康康 - 得獎的人：黃豪平 - 最經典片段獎 - 頒獎嘉賓：郭書瑤 - 得獎的人：楊昇達 - 最佳網路爆紅獎 - 頒獎嘉賓：劉真 - 得獎的人：張立東 - 最經典角色獎 - 頒獎嘉賓：亂彈阿翔 - 得獎的人：林俊逸 - 最強踢館模王獎 - 頒獎嘉賓：康康 - 得獎的人：無尊 - 最佳網路人氣獎 - 頒獎嘉賓：邰智源 - 得獎的人：林俊逸 - 最後13分前關詩敏跟6強在《華人星光大道》舞台表演 |            |        |                                        | |

注：第25集，大愷與阿飛的男男之吻正面近距離畫面出現在台灣，新加坡却沒有。新加坡版本只有近距離畫面前後的長鏡頭匆匆帶過。

### 參賽者排名趨勢表
- 統計日期：2012/03/04起（以個人賽或單組成績為主，因第14集=2012年5月27日起，進入10強所有競賽分數將列入計算）

| 排名 | 參賽者 （最高分） |
| ---- | ----------------- |
| 1.   | 林俊逸 30         |
| 2.   | 李昶俊(Echo)30    |
| 3.   | 尉庭愷(愷弟)30    |
| 4.   | 吳長愷27          |
| 5.   | 楊昇達29          |
| 6.   | 吳志慶(大飛)27    |
| 7.   | 黃豪平28          |
| 8.   | 張立東29          |
| 9.   | Super Girls24     |
| 10.  | 馮秉軒(餅乾)30    |

### 冠軍積分賽
- 統計日期：2012/07/15起（第21集起，進入前8強，以下是冠軍積分賽統計表）

| 名次 | 選手         | 07/15 | 07/22 | 07/29 | 08/05 | 08/12 | 累計分數 | 總平均 分數 | 備註說明 |
| ---- | ------------ | ----- | ----- | ----- | ----- | ----- | -------- | ----------- | -------- |
| 1.   | 林俊逸       | 30    | 30    | 29    | 28    | 30    | 147      | 29.55       | 冠軍     |
| 2.   | 李昶俊(Echo) | 27    | 30    | 28    | 29    | 28    | 142      | 28.25       | 亞軍     |
| 3.   | 尉庭愷(愷弟) | 26    | 27    | 28    | 30    | 28    | 139      | 28          | 季軍     |
| 4.   | 吳長愷(大愷) | 26    | 27    | 27    | 26    | 26    | 132      | 26.35       | 第四名   |
| 5.   | 楊昇達       | 25    | 24    | 19    | 27    | 25    | 120      | 24.3        | 第五名   |
| 6.   | 吳志慶(大飛) | 25    | 26    | 27    | 22    | 22    | 122      | 23.45       | 第六名   |
| 7.   | 黃豪平       | 20    | 25    | 19    | 20    | -     | 84       | 10.35       | 第七名   |
| 8.   | 張立東       | 22    | 17    | 23    | 18    | -     | 80       | 10.05       | 第八名   |

- 總平均分數－－是指以第一週與第二週的總分乘與（x）10%，第三週與第四週的總分乘與（x）15%，最後一週的分數x50%，分數最高者即為冠軍

## 註腳
1. ↑  此次PK比賽中，林俊逸與Echo互為對手，但同時得到該集最高的29分，評審邰智源表示：「這麼高分，我覺得我們已經看到一個最棒的秀了。沒有什麼好淘汰，兩個都留下來，謝謝。」成為該集唯一一組同分直接雙雙晉級的紀錄。
2. ↑  林俊逸飆海豚音 200萬人收看《模王》2012-05-08中國時報官網 的存檔，存档日期2012-07-17.
3. ↑  .   [2012-08-20]. （原始内容存档于2012-06-07）.
4. ↑  林俊逸Sean.facebook
5. ↑  李昶俊ECHO.facebook[永久]
6. ↑  愷弟facebook

## 外部連結
- 《超級模王大道》 Facebook專頁 （页面存档备份，存于）
- 《超級模王大道》nio電視網官網 （页面存档备份，存于）